# Manuela Azevedo
Maria Manuela Machado Azevedo mais conhecida por Manuela Azevedo (Junqueira, Vila do Conde, 5 de maio de 1970) é uma cantora portuguesa, vocalista da banda portuense Clã.

## Biografia
Manuela Azevedo nasceu em Vila do Conde, em 1970. Licenciou-se em Direito, pela Faculdade de Direito da Universidade de Coimbra. Paralelamente tirou o Curso Geral de Piano.
Em 1992 foi fundadora, como vocalista, dos Clã que ainda mantém os mesmos elementos. Integrou também o projecto Humanos, com Camané, David Fonseca e outros músicos, que recriou o legado de António Variações entre 2004 e 2006.
Participou individualmente no espectáculo "Porto Cantado" do Porto 2001 com outros músicos do Porto.
Foi a narradora da versão portuguesa do filme de animação "História Trágica com Final Feliz" de Regina Pessoa. Em 2007 foi homenageada pela Câmara Municipal de Vila do Conde.
É um dos vários nomes que aparecem no teledisco de "Encosta-te a Mim" de Jorge Palma.
Em 2008 foi uma das cantoras participantes no tema "Woman", versão de um tema de John Lennon, gravado para o CD "Mulher Passa a Palavra" destinado a recolher fundos para combater o cancro do colo do útero. Colabora depois com Júlio Resende. Em Outubro foi uma das convidadas musicais do concerto da Count Basie Orchestra realizado na Campo Pequeno.
No ano de 2010 colabora em discos de nomes como Júlio Pereira, Virgem Suta e Peixe:Avião.
Em 2011 participa na peça "A Lua de Maria Sem", com Maria João Luís e João Monge, onde reinterpretavam músicas de Alfredo Marceneiro.
No ano de 2012 participa na peça "Inesquecível Emília" que parte da experiência das reclusas da cadeia de Santa Cruz do Bispo, em Matosinhos. A peça foi apresentada no estabelecimento prisional e mais tarde na Assembleia da República.  Ainda nesse ano dá voz ao genérico da rubrica "Mixórdias de Temáticas" de Ricardo Araújo Pereira para a Rádio Comercial.
Com Nuno Rafael e Hélder Gonçalves colabora, em Junho de 2013, no espectáculo "Caríssimas Canções" de Sérgio Godinho. Participa também nos espectáculos "Deixem o Pimba Em Paz" com Bruno Nogueira e "Joining Mitchell" de tributo a Joni Mitchell. "Deixem o Pimba Em Paz" dará origem a um disco e a concertos durante alguns anos.
No dia 1 de Novembro de 2014 apresenta, a pedido do CCB, o espetáculo "Coppia" (Carta Branca a Manuela Azevedo) criado em conjunto com Hélder Gonçalves, responsável pela direcção musical, e Victor Hugo Pontes. Foi depois apresentado noutros locais.
Com Aldina Duarte, Rita Redshoes, Gisela João, Ana Bacalhau, Marta Hugon, Cuca Roseta e Selma Uamusse participa na gravação do tema "Cansada", escrito pelo jornalista Rodrigo Guedes de Carvalho da SIC, para ser o hino da APAV, Associação Portuguesa de Apoio à Vítima.
Participa no espetáculo "Baile", estreado em 9 de Setembro de 2015 no Teatro São Luiz, em conjunto com as atrizes Ana Brandão, Carla Galvão, Sara Carinhas e Carla Maciel e com um "ensemble" dirigido por Paulo Furtado.
Colabora no disco "Quatrada" de Galandum Galundaina onde dá voz, em língua mirandesa, ao tema "Tanta Pomba.
Participa no disco "Maior ou igual a dois", segundo álbum de Chico Salem, habitual parceiro de Arnaldo Antunes.
A edição portuguesa do álbum "Já È" de Arnaldo Antunes inclui a participação da cantora na música "Naturalmente, Naturalmente". Manuela e Hélder foram também convidados para os concertos de Arnaldo em Lisboa que irão dar origem a um DVD.
Com os restantes membros dos Clã participou no musical "Fã". Em fevereiro de 2017 é editado o tributo a David Bowie, organizado por David Fonseca, onde colabora no tema "Modern Love". Manuela Azevedo e Hélder Gonçalves aparecem no Disco e DVD "Ao Vivo Em Lisboa" de Arnaldo Antunes. Manuela colabora também com Samuel Úria numa  nova versão do tema "Carga de Ombro".

## Colaborações
Em outros Projectos com discos gravados:
- Humanos - projecto de versões de temas de António Variações - 2004/2006
- A Lua de Maria Sem - peça com Maria João Luís - 2011
- Caríssimas Canções de Sérgio Godinho 2013/2014
- Deixem o Pimba Em Paz - com Bruno Nogueira - 2013/2017

Participações vocais de Manuela Azevedo em discos de outros artistas:
- Ornatos Violeta  (1997) -- «Líbido» e «Letra S»
- Três Tristes Tigres  (1999) -- «(Falta) Forma»
- Trovante (1999) -- «Perigo» (no Concerto «Uma Noite Só»)
- Sérgio Godinho (2000) -- (disco «Lupa»)
- Carinhoso (2002) -- «Carinhoso»
- Mola Dudle (2003) -- «Árvore»
- José Peixoto (2003) -- «Caixinha de Pandora»
- Manuel Paulo (2004) -- «Malhas Caídas»
- Pato Fu (2005) -- «Boa Noite Brasil»
- Brigada Victor Jara (2006) -- «Tirióni»
- Vozes da Rádio (2007) -- «O Pato da Pena Preta»
- Vários (2008)-- «Woman»
- Júlio Resende (2008) -- «Ir (e Voltar)»
- Júlio Pereira (2010) -- «Casa das Histórias»
- Virgem Suta (2010) -- «Linhas Cruzadas»
- Peixe:Avião (2010) -- «Fios de Fumo»
- Pequenos Cantores da Maia (2012) -- «Eu Sou O Pzzim»
- Sensi (2013) -- «Introspecção»
- Chico Salem (2016) -- «Num Dia»
- Galandum Galundaina (2016) -- «Tanta Pomba»
- Arnaldo Antunes (2016) - «Naturalmente, Naturalmente»
- David Fonseca (2017) - Modern Love
- Arnaldo Antunes (2017)[9] - «Naturalmente, Naturalmente (ao vivo)» e «H2omem (ao vivo)»
- Samuel Úria (2018) - Carga de Ombro
- David Fonseca (2019) - Futuro Eu

Participações em espectáculos especiais
- Blind Zero - Nos dias 27 e 29 de Janeiro de 1999
- Trovante  - Maio 1999
- Porto Cantado - Porto 2001
- Concerto da Count Basie Orchestra com Carlos do Carmo, Manuela Azevedo, Maria João, Camané e Lula Pena - Campo Pequeno - Outubro de 2008
- Arnaldo Antunes
- Caríssimas Canções de Sérgio Godinho (2013) - 2013/2014
- Deixem o Pimba Em Paz (2013) - com Bruno Nogueira - 2013/2016
- Joining Mitchell - Tributo a Joni Mitchell (2013)
- Coppia (2014) - no CCB - com Hélder Gonçalves e Victor Hugo Pontes - 2014/2016
- They're Heading West, Casa Independente [10]

Teatro
- "A Lua de Maria Sem" - peça com Maria João Luís (2011)
- "Inesquecível Emília" (2012)
- "Baile" (2015)
- "Montanha-Russa" - peça musical (2018)

## Outros Projetos
Foi a narradora da curta metragem de 2005, "História Trágica com Final Feliz", de Regina Pessoa. 